# ロナエル・ピエール＝ガブリエル
ロナエル・ピエール＝ガブリエル（Ronaël Pierre-Gabriel，1998年6月13日 - ）は、フランス・パリ出身のサッカー選手。ポジションはディフェンダー。FCナント所属。

## 経歴
2015年11月29日にASサンテティエンヌでプロデビュー。
2018年7月9日、ASモナコに5年契約で移籍した。
2019年6月13日、1.FSVマインツ05に5年契約で移籍した。
2023年1月18日、2022-23シーズン終了までRCDエスパニョールへレンタル移籍をした。
2023年8月1日、FCナントに移籍した。